# Tradicijska okućnica s mlinom – vodenicom u Kaljama
Tradicijska okućnica s mlinom – vodenicom u Kaljama, skup građevina u mjestu Kalje i općini Žumberak, zaštićeno kulturno dobro.

## Opis
Tradicijska okućnica s mlinom – vodenicom Tradicijska okućnica locirana je u očuvanom prirodnom ambijentu Žumberka, u klancu potoka Kalovke. Na parceli se nalazi mlin – vodenica (i danas u funkciji), staja, svinjac te dvije pomoćne zgrade. Prema oblikovanju, dataciji, korištenom materijalu te namjeni, zgrade su dio tradicijskog graditeljstva i kulturne baštine naselja i toga kraja.

## Zaštita
Pod oznakom Z-4535 zaveden je kao nepokretno kulturno dobro – pojedinačno, pravna statusa zaštićena kulturnog dobra, klasificirano kao "sakralna graditeljska baština".